# Erzbistum Tlalnepantla
Das Erzbistum Tlalnepantla (lat.: Archidioecesis Tlalnepantlana, span.: Arquidiócesis de Tlalnepantla) ist eine in Mexiko gelegene römisch-katholische Erzdiözese mit Sitz in Tlalnepantla.

## Geschichte

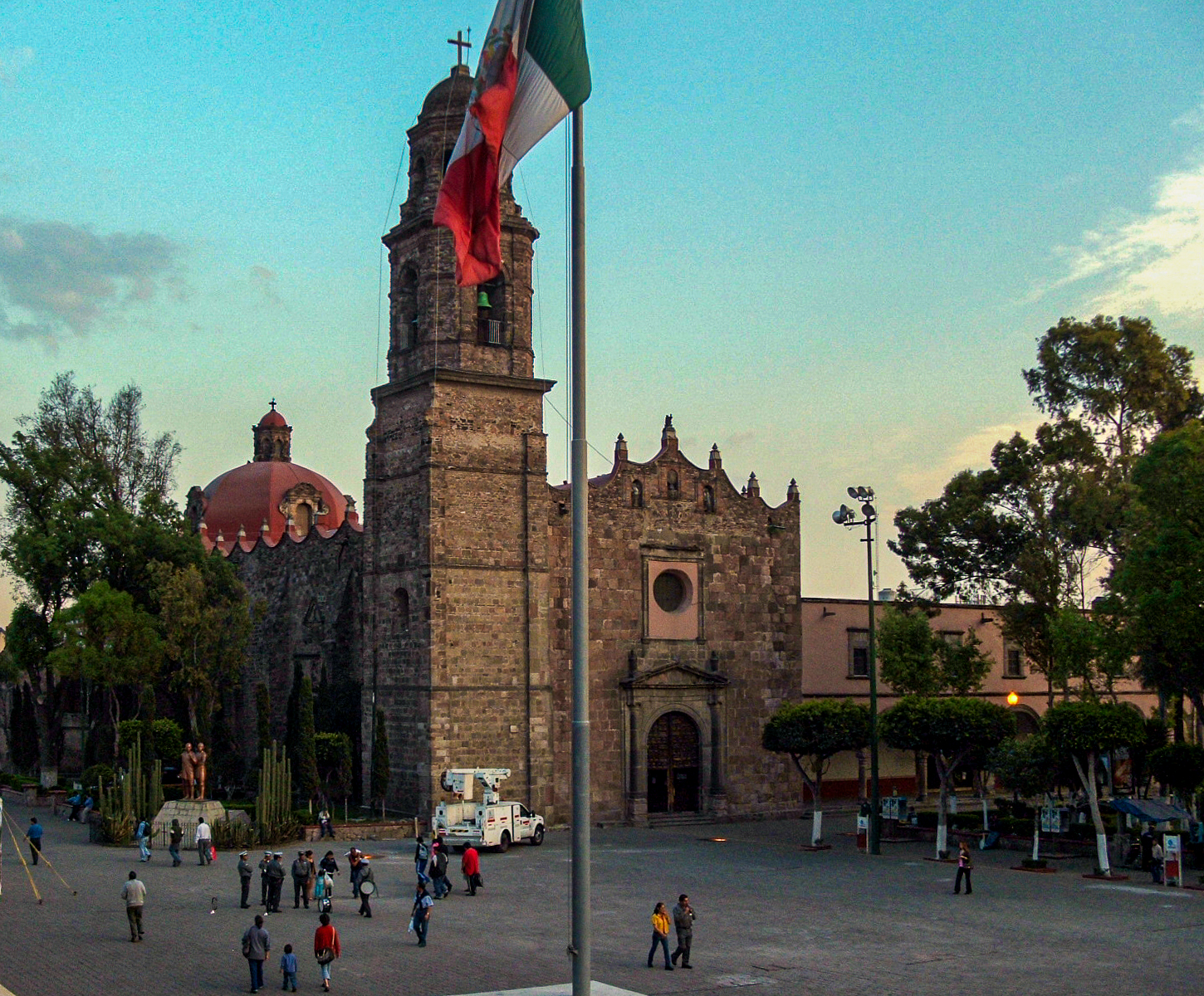
Kathedrale Corpus Christi in Tlalnepantla

Das Bistum Tlalnepantla wurde am 13. Januar 1964 durch Papst Paul VI. mit der Apostolischen Konstitution Aliam ex aliis aus Gebietsabtretungen des Erzbistums Mexiko-Stadt errichtet und diesem als Suffraganbistum unterstellt. Am 5. Februar 1979 gab das Bistum Tlalnepantla Teile seines Territoriums zur Gründung des mit der Apostolischen Konstitution Conferentia Episcopalis Mexicana errichteten Bistums Cuautitlán ab.
Am 17. Juni 1989 wurde das Bistum Tlalnepantla durch Papst Johannes Paul II. mit der Apostolischen Konstitution Quoniam ut plane zum Erzbistum erhoben. Das Erzbistum Tlalnepantla gab am 28. Juni 1995 Teile seines Territoriums zur Gründung des mit der Apostolischen Konstitution Ad curam pastoralem errichteten Bistums Ecatepec ab.

## Ordinarien

### Bischöfe von Tlalnepantla
- 1964–1979 Felipe de Jesús Cueto González OFM
- 1980–1983 Adolfo Antonio Suárez Rivera, anschließend Erzbischof von Monterrey
- 1984–1989 Manuel Pérez-Gil y González

### Erzbischöfe von Tlalnepantla
- 1989–1996 Manuel Pérez-Gil y González
- 1996–2009 Ricardo Guízar Díaz
- 2009–2017 Carlos Kardinal Aguiar Retes, anschließend Erzbischof von Mexiko-Stadt
- set 2019 0 José Antonio Fernández Hurtado